# Ernst Münchmeyer (Mediziner, 1778)

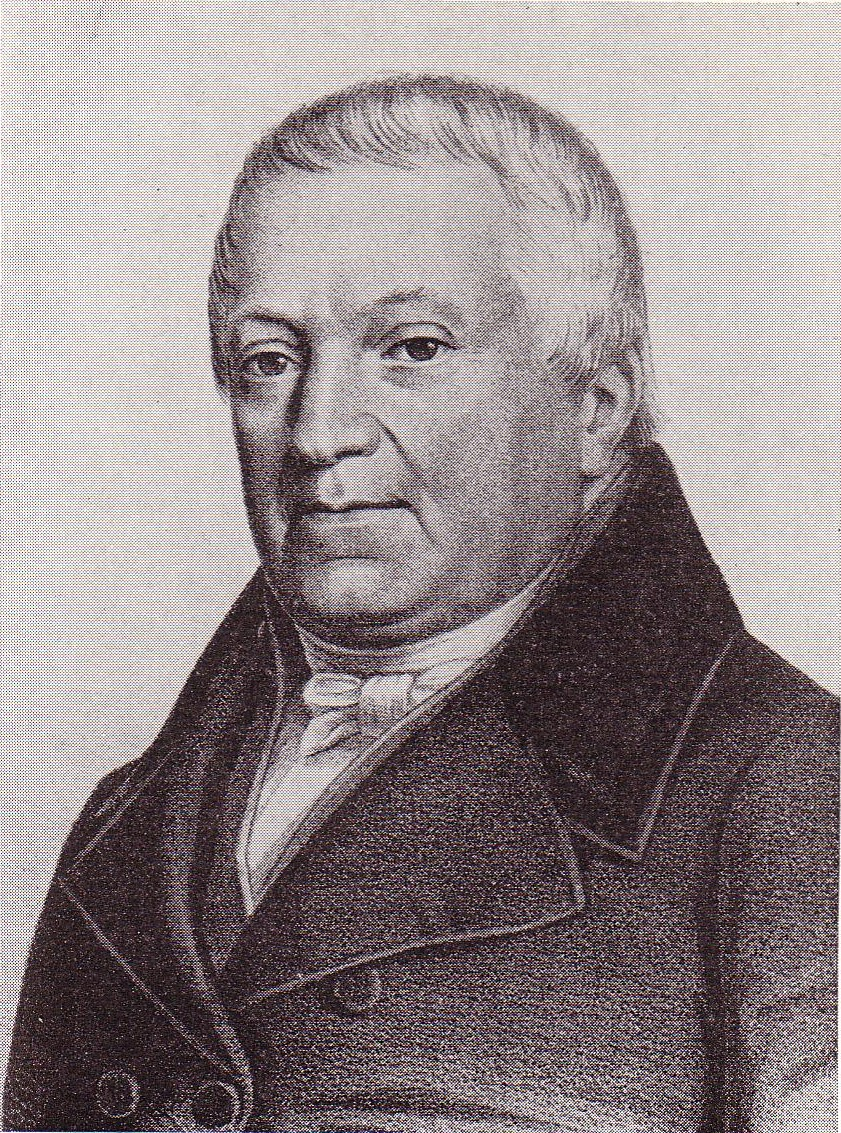
Ernst Münchmeyer, Stadtphysikus zu Hannover

Ernst Heinrich Wilhelm Münchmeyer (* 21. September 1778 in Mellinghausen bei Nienburg/Weser, Landkreis Diepholz, Niedersachsen; † 29. Juni 1851 in Lüneburg, Niedersachsen) war ein praktischer Arzt sowie Land- und Stadtphysikus.
Mehrere seiner Nachkommen waren auf anderen Gebieten erfolgreich, siehe Familie Münchmeyer.

## Familie
Münchmeyer entstammte der alten niedersächsischen Familie Münchmeyer und war der Sohn des Pastors Conrad Münchmeyer (* 6. April 1733 in Einbeck; † 16. November 1811 in Lavelsloh) und der Eva Sophie Schulze (* 23. Juli 1739 in Beckedorf; † 27. Februar 1821 in Lüneburg).
Er heiratete in erster Ehe am 6. Oktober 1803 in Rahden (Kreis Lübbecke, Westfalen) Amalie Meyersiek (* 11. August 1786 in Rahden; † 5. November 1850 in Lüneburg), die Tochter des Kaufmanns Ludolf Meyersiek (1748–1804) und dessen zweiter Ehefrau Karolina Baare (* 1769).
Sein Sohn war Hermann Münchmeyer d. Ä. (1815–1909), Gründer des Hamburger Handelsunternehmens und Privatbankhauses Münchmeyer & Co. und Stammvater des bekannten Hamburger Familienzweiges.

## Leben
Münchmeyer war zunächst praktischer Arzt in Diepenau (Landkreis Nienburg/Weser), 1807 wurde er Landphysikus zu Gifhorn und in derselben Funktion nach 1814 zu Schöningen bei Braunschweig. 1824 war er „Maigräfe“ der Schützengilde zu Lüneburg.
Ab 1824 war er Arzt und Stadtphysikus zu Hannover und wurde aufgrund seiner Verdienste später zum königlich hannoverschen Geheimen Medizinalrat ernannt.